# Tápláléklánc

Szárazföldi és vízi tápláléklánc

A tápláléklánc, vagy más néven táplálékháló vagy trofikus szociális háló, az egy adott ökoszisztémán belül élő fajok közti táplálkozási kapcsolatokat írja le. Az egyes szervezeteket az általuk elfogyasztottakkal egy olyan vonal köti össze, ami jelzi a szervezetek, illetve az energia átvitelének irányát. Emellett azt is megmutatják, hogy az energia hogyan adódik át a fogyasztónak. A tápláléklánc vagy táplálékháló általában egy diagramhoz kötődik, amely csak a kapcsolatokat rögzíti, míg a táplálékháló vagy ökoszisztéma háló egy olyan hálózatra utal, ahol a kapcsolatoknak súlyt ad az átvitt tápanyag vagy energia mennyisége.

## A táplálékláncban levő szervezetek
A táplálékláncba az energia a Napból érkezik. Az energia és/vagy a biomassza egy része a tápláléklánc minden egyes szintjén elvész ürülék (egyszerű hulladék) valamint mozgási és hőenergia formájában (különösen a meleg vérű élőlényeknél). Ennek következtében csupán az energia egy kis része marad meg a fogyasztó testében és kerül át a következő táplálkozási szintre, ahogyan az a biomassza piramison látható.
Az elsődleges termelők, melyek általában autotrófok, összetett szerves anyagokat (alapvető táplálékot) hoznak létre egy energiaforrásból és szervetlen anyagokból. Ezek a szervezetek jellemzően fotoszintetizáló növények, melyek napfényt használnak energiaforrásként. E szervezetek némelyike, melyek a mélytengeri táplálékhálók alapjának létrehozásához szükségesek kemotrófikusak, inkább kémiai energiát használnak. Ezek energiáját a heterotróf szervezetek veszik fel, szerves anyagok révén. A heterotrófok közé tartoznak az energiájukat élő növények fogyasztásával szerző növényevők, az élő állatok húsával táplálkozó a húsevők, valamint az elpusztult biomasszán élő üledékfalók, dögevők és lebontók.

## A táplálékláncok áramlása

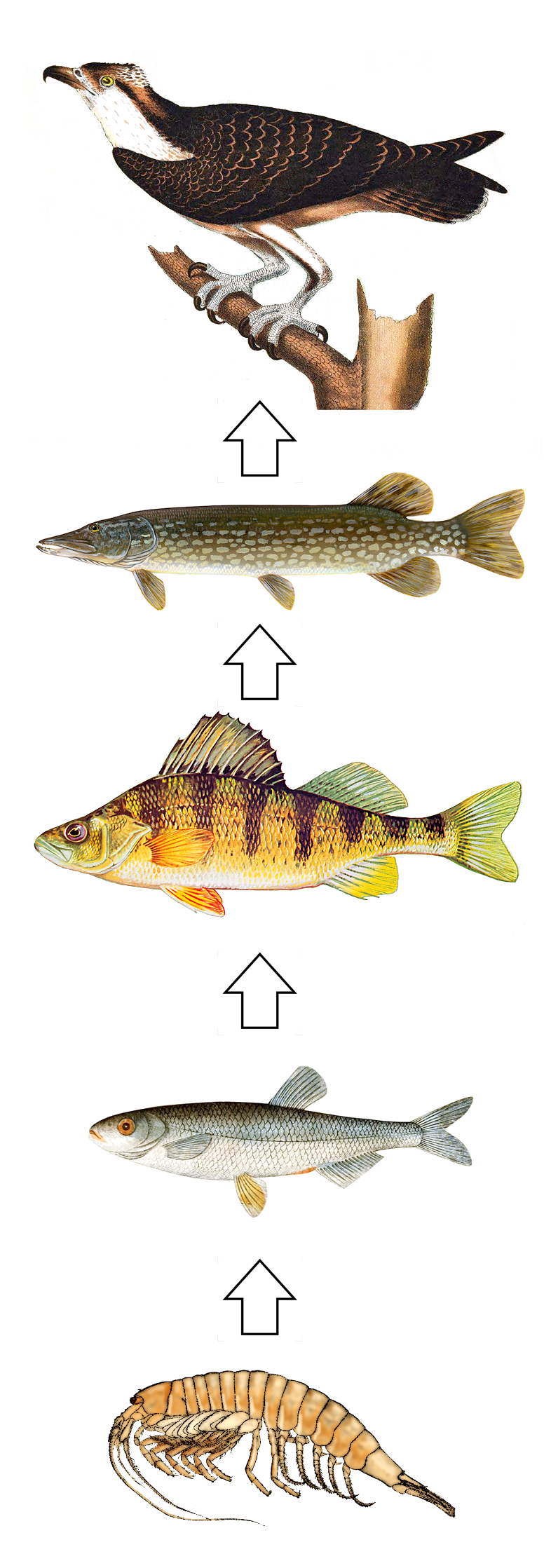
Példa a táplálékláncra egy svéd tó esetében

Egy tápláléklánc egy energiaáramlás az egyik szervezettől a másikig, majd attól a következőig és így tovább. A táplálékláncban levő szervezetek trofikus szinteken csoportosíthatók, az alapján, hogy hány elsődleges termelői kapcsolatot törölnek. A trofikus szintek egyetlen fajt vagy egy fajcsoportot tartalmazhatnak, melyek feltehetően ugyanahhoz a ragadozóhoz és zsákmányhoz kapcsolódnak. Rendszerint egy növénnyel kezdődnek és egy húsevővel végződnek. Az itt látható diagramon egy svéd tó tápláléklánca látható. A halászsas megeszi a csukát, ami megeszi a sügért, ami megeszi a szélhajtó küszt, ami megeszi az édesvízi garnélarákot. A tápláléklánc elsődleges termelői, melyek feltehetően autotróf fitoplankton szervezetek, azonban nem jelennek meg a diagramon. A fitoplankton és az algák képezik a legtöbb édesvízi tápláléklánc alapját. Az egyes trofikus szintek biomasszája gyakran csökkenti a felfelé vezető lánc alapját. Ez azért következik be, mert az energia egy része minden átvitelnél elvész a környezetben. Átlagosan egy szervezet energiájának 10%-a kerül át a ragadozóhoz. Az energia 90%-a a szervezet életfolyamatainak fenntartásához szükséges, illetve hő formájában elvész a környezetben. A biomassza vagy az egyes trofikus szintek termelékenységének grafikus reprezentációit trofikus piramisoknak nevezik. Ebben a táplálékláncban például a halászsas biomasszája kisebb, mint a csukáé, ami kisebb, mint a sügéré. Némelyik termelő, például a fitoplankton elég termelékeny és elég nagy forgalmú ahhoz, hogy ellásson egy nagyobb legelő biomasszát is. Ezt a jelenséget invertált piramisnak nevezik, és akkor fordul elő, amikor a fogyasztó hosszabb életű és lassabban növekszik az általa fogyasztott szervezeteknél. Ebben a táplálékláncban a fitoplankton termelékenysége jóval nagyobb, mint a vele táplálkozó zooplanktoné. A fitoplankton biomasszája azonban valójában kisebb lehet az evezőlábú rákokénál. Ehhez közvetlenül kapcsolódik a számok piramisa, amely azt mutatja, hogy a láncon felfelé haladva a fogyasztók száma minden szinten jelentős mértékben csökken, egészen a legfelső szinten álló fogyasztóig (például a jegesmedvéig), melyet így több millió különböző termelő (például fitoplankton) támogat.

## Táplálékháló
A táplálékháló a tápláléklánc fogalmát az egyszerű egyirányú úttól a kölcsönhatások összetett hálózatává terjeszti ki.
A táplálékláncok túlságosan leegyszerűsítve ábrázolják azt, ami a természetben történik. Egy tápláléklánc csak az energia és az anyag átvitelének útját mutatja meg. A legtöbb fogyasztó számos fajjal táplálkozik, és több más faj számára biztosít élelmet. Az üledékfalókat és a parazitákat az efféle láncok ritkán jellemzik megfelelő módon. A táplálékláncnak van fogyasztója, termelője, növényevője, húsevője, mindenevője és lebontója.
Egy táplálékháló egymáshoz kapcsolódó táplálékláncokból áll, melyek az energiát és az anyagokat keringetik az ökoszisztémában (lásd ökológia). A táplálékhálók két fő kategóriára oszthatók; a legelőhálókra, melyek elején a zöld növények, algák vagy fotoszintetizáló planktonszervezetek helyezkednek el, és az üledékhálókra, melyek a szerves üledékkel kezdődnek. E hálókat egyedi táplálékláncok alkotják. Egy legelőhálóban az anyagok általában a növényektől a növényevőkön át a húsevők felé áramlanak, míg egy üledékhálóban a növényi és állati anyagok a baktériumokhoz és gombákhoz (a lebontókhoz), majd az üledékevőkhöz, végül pedig azok (húsevő) ragadozóihoz jutnak el.
Egy táplálékhálón belül általában több kapcsolat is létezik. Például az üledékhálóban az anyagokat lebontó gombafélék olyan gombákat táplálhatnak, amelyeket a mókusok, egerek és szarvasok fogyasztanak el egy legelőhálón belül. A vörösbegyek mindenevők, azaz növényeken és állatokon élnek, így az üledék- és a legelőhálókban egyaránt jelen vannak. Általában földigilisztákkal táplálkoznak, melyek üledékevőként rothadó leveleken élnek.
A növényevők, a zöld növények fogyasztói a második trofikus szinthez tartoznak, a növényevőkkel táplálkozó húsevők a harmadikhoz, a növényeket és állatokat egyaránt fogyasztó mindenevők pedig a másodikhoz és a harmadikhoz egyszerre. A másodlagos húsevők más húsevőkkel táplálkozó ragadozók, melyek a negyedik szinthez tartoznak. A magasabb trofikus szinteken kevesebb ragadozó van, de a méretük nagyobb, emellett pedig vadabbak és mozgékonyabbak is. A második szinttől kezdődően az elérhető anyagok lebontói növényevőként vagy húsevőként élnek attól függően, hogy növényi vagy állati anyagokat fogyasztanak.
E lépéseken keresztül az energia az egyik trofikus szintről a másikra áramlik. A zöld növények és más fotoszintetizáló szervezetek a napfény energiája segítségével hozzák létre a számukra szükséges szénhidrátokat. A kémiai energia többsége az anyagcsere közben kerül feldolgozásra, és eloszlik a légzés során, hő formájában. A megmaradó energiát a növények biomasszává alakítják, a föld felett fákként és más növényi szövetekként, illetve a föld alatt gyökerekként jelenik meg. Végül ez az energiát tároló anyag, átkerül a második trofikus szintre a legelő növényevőkhöz, a lebontókhoz és az üledékevőkhöz. Az ezen a szinten begyűjtött energia többsége ismét elvész a légzés közben, hő formájában; a töredéke pedig új biomasszává válik. Az egyes trofikus szinteken levő szervezetek jóval kevesebb energiát adnak át, mint amennyit felvesznek. Emiatt a termelő és a végső fogyasztó közti lépéseknél egyre kevesebb energia érhető el. Ritkán fordul elő, hogy négy vagy öt szint is található egy táplálékhálón belül.
Az összes energia, ami átáramlik a trofikus szinteken, legvégül hő formájában kerül kibocsátásra. Azt a folyamatot, amely során a munkát végző energia veszít a teljesítményéből, entrópiának nevezik.

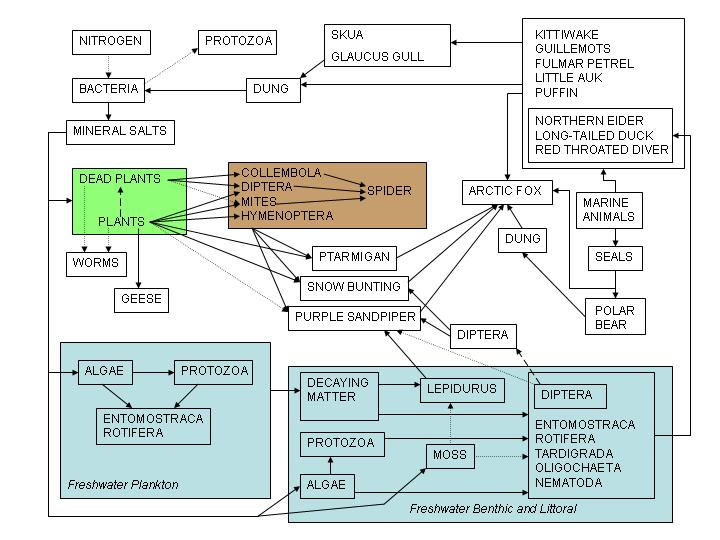
Summerhayes és Elton 1923-as, Bear Islandhez tartozó táplálékhálója (A nyilak azt jelzik, hogy az egyes szervezeteket hogyan fogyasztják el egymást).

A legkorábbi táplálékhálókat Victor Summerhayes és Charles Sutherland Elton publikálta 1923-ban, valamint Hardy 1924-ben. Summerhayes és Elton ábrázolta a norvégiai Bear Island növényei, állatai és baktériumai közötti kölcsönhatásokat.
A fenti példában levő táplálékláncban látható közvetlen lépések ritkán tükrözik a valóságot. Ez a háló fenntartja annak lehetőségét, hogy a nagy méretű állatok (például egy fóka) jóval kisebb szervezetekkel (például planktonnal) táplálkoznak. Egy ökoszisztémában a legtöbb faj táplálékforrásai jóval változatosabbak, összetettebb kapcsolati hálót eredményeznek, mint ami az ábrán látható. Az ábrán az algák → protozoák → kevéssertéjűek → pehelyrécék → sarki róka csoportok egy láncot alkotnak, a teljes összetett hálózat pedig egy táplálékháló.

## Ajánlott irodalom

### Magyar nyelven
- Majer, József. Bevezetés az ökológiába [archivált változat]. Budapest, Pécs: Dialóg Campus (2004). ISBN 963-9542-25-3. Hozzáférés ideje: 2009. március 5. [archiválás ideje: 2008. december 30.]

### Angol nyelven
- szerk.: Michael Allaby: Food chain : A Dictionary of Zoology. Oxford University Press (1999)

## Fordítás
Ez a szócikk részben vagy egészben  a   Food chain című angol Wikipédia-szócikk ezen változatának fordításán alapul.  Az eredeti cikk szerkesztőit annak laptörténete sorolja fel. Ez a jelzés csupán a megfogalmazás eredetét és a szerzői jogokat jelzi, nem szolgál a cikkben szereplő információk forrásmegjelöléseként.